# Polyrhachis luctuosa
Polyrhachis luctuosa é uma espécie de formiga do gênero Polyrhachis, pertencente à subfamília Formicinae.